# Campila de Eudoxo

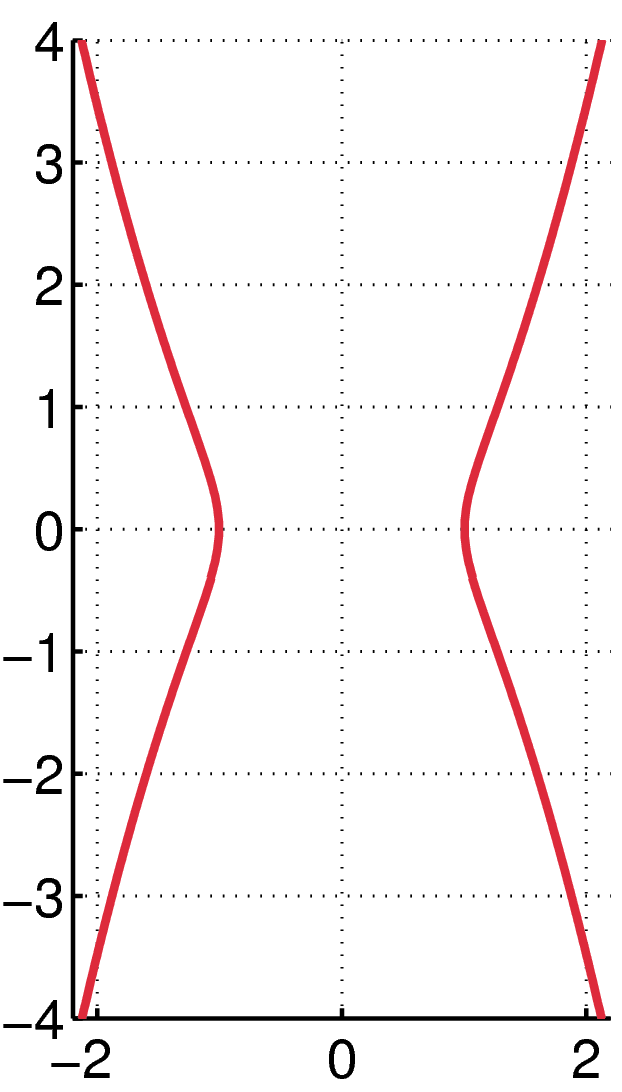
Gráfica de la campila de Eudoxo.

La campila de Eudoxo (en griego καμπύλη: curva) es una curva determinada por una ecuación cartesiana:

{\displaystyle x^{4}=x^{2}+y^{2}}

de la cual se ha de excluir la solución x = y = 0, o, en coordenadas polares:

{\displaystyle r=\sec ^{2}\theta \,.}

El astrónomo y matemático griego Eudoxo de Cnido (c. 408 a. C. - c. 347 a. C.) estudió esta curva cuártica en relación con el problema clásico de la duplicación del cubo.
La campila es simétrica con respecto a ambos ejes: {\displaystyle x} y {\displaystyle y}. Corta el eje {\displaystyle x} en {\displaystyle (-1,0)} y en {\displaystyle (1,0)}. Tiene cuatro puntos de inflexión, en:

{\displaystyle (\pm {\sqrt {3/2}},\pm {\sqrt {3}}/2)}

(uno en cada cuadrante). La primera mitad de la curva es asintótica a {\displaystyle x^{2}-{\frac {1}{2}}} cuando {\displaystyle x\to \infty }. En efecto se puede escribir así:

{\displaystyle y=x^{2}{\sqrt {1-x^{-2}}}=x^{2}-{\frac {1}{2}}\sum _{n\geq 0}C_{n}(2x)^{-2n}}

donde

{\displaystyle C_{n}={\frac {1}{n+1}}{\binom {2n}{n}}}

es el {\displaystyle n}-ésimo número de Catalan.